# Славянобългарско ученолюбиво дружество
Славянобългарско ученолюбиво дружество е създадено тайно през 1840 година в Атина от Иларион Макариополски и Иван Добровски. Неговата цел e създаване и подпомагане на български читалища, училища, гимназии, академии, школи и университети. Неговите създатели са българи, учещи в Атина. Един от неговите създатели е революционерът Георги Стойков Раковски. През 1841 г. гърците гонят създателите на остров Андрос. Членовете дават средства на българите да учат в Атина. Много българи дават пари на организацията. Неин пръв председател е Васил Ненович. Тя е разпусната през 1843 година, но Иван Селимински, студент по медицина в Атина, възобновил организацията на остров Андрос.
След Критското въстание въстание председател е Васил Ненович, а подпредседател е Димитър Общи. След един месец в организацията се оформили две групи — „умерените“ Васил Ненович, Михаил Кифалов и д-р Никола Пиколо с лидер Васил Ненович, и „крайните“ Коста Евтимов, Димитър Общи, капитан Петко войвода с лидер Димитър Общи. „Крайните“ искали да превърнат организацията в нелегална и революционна. „Умерените“ искали организацията да си остане легална. Повечето от „крайните“ тръгнали към България, както и повече от „умерените“.
Организацията купувала инструменти на бедните студенти музиканти. Организацията увеличила парите си и почнала да води борба с гръкоманите, сърбоманите и другите чуждопоклонници. Тя дава пари за частни уроци. Обхватът на организацията е от Кожани (сега в Гърция) до Болград (сега в Украйна).
След Освобождението на България организацията получава пари от Русия. Предпоследният председател е за въвеждане на руския, като втори език. Последният председател е убит по поръчка на Яне Сандански през 1902 година. През 1904 г. организацията се саморазпуска.

## Закони
- За да си член на организацията, трябва да си българин.
- За да си член на организацията, трябва да си българин православен християнин. След създаването на българската Екзархията, трябва да си екзархист.
- Ако си член организацията, не трябва да си чуждопоклонник.

## Членове
- Иларион Макариополски
- Иван Добровски
- Васил Ненович
- Михаил Кифалов
- Никола Пиколо
- Коста Евтимов
- Димитър Общи
- капитан Петко войвода
- Георги Сава Раковски
- Иван Селимински
- Иван Вазов
- Емануил Богориди